# Municipio Acolman
Koordinaten: 19° 38′ 0″ N, 98° 55′ 0″ W
Acolman ist ein Municipio im mexikanischen Bundesstaat México. Es gehört zur Zona Metropolitana del Valle de México, dem Ballungsgebiet um Mexiko-Stadt. Der Sitz der Gemeinde ist Acolman de Nezahualcóyotl. Der mit über 100.000 Einwohnern jedoch mit Abstand größter Ort des Municipios ist Tepexpan. Das Municipio hatte im Jahr 2010 123.024 Einwohner, seine Fläche beträgt 84,1 km².
Der Name Acolman kommt aus dem Aztekischen bzw. Nahuatl: acolli bedeutet Wasser, und -maitl bedeutet „Hand“, also in etwa „Ort der Hand“. Das ehemalige Augustinerkloster gilt als die Ursprungsstätte des Weihnachtsbrauchs Las posadas.

## Geographie

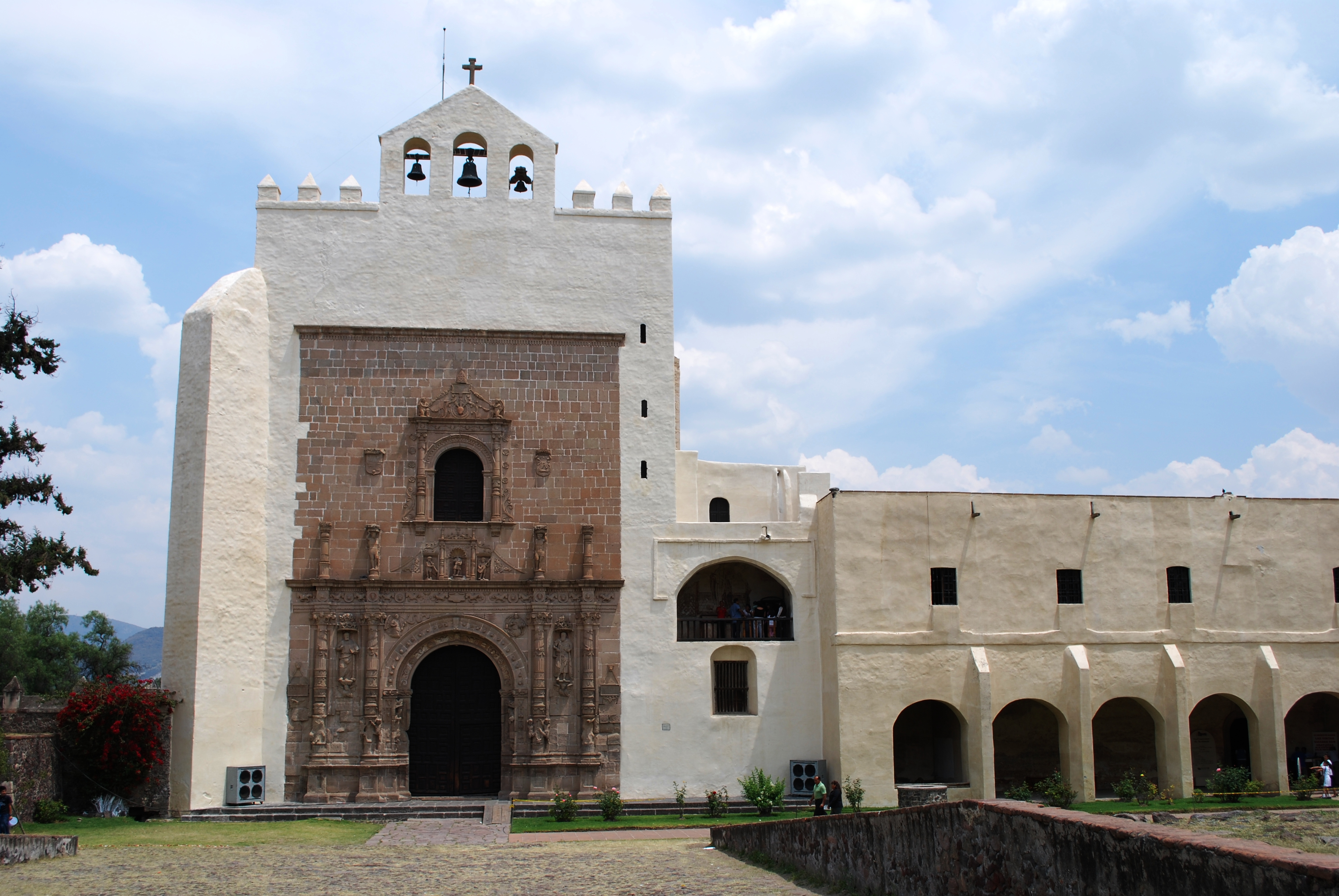
Kirche von Acolman

Acolman liegt im Norden des Bundesstaates Mexiko, 52 km nordöstlich von Mexiko-Stadt.
Das Municipio grenzt an die Municipios Tecámac, Teotihuacan, Tepetlaoxtoc, Chiautla, Tezoyuca, Atenco und Ecatepec de Morelos.